# Klaus Peter Dannecker
Klaus Peter Dannecker (* 10. März 1963 in Stuttgart) ist ein deutscher römisch-katholischer Theologe.

## Leben
Klaus Peter Dannecker besuchte von 1969 bis 1973 die Hohewart-Grundschule in Stuttgart-Feuerbach und von 1973 bis 1982	das Leibniz-Gymnasium Stuttgart-Feuerbach. Den Grundwehrdienst (1982–1983) leistete er in Ingolstadt und Erding. Seit 1982	hat er eine Privatpilotenlizenz für einmotorige Sportflugzeuge und Segelflugzeuge und ist Fluglehrer. Von 1983 bis 1985 studierte er Luft- und Raumfahrttechnik an der Universität Stuttgart.
Von 1985 bis 1987studierte Dannecker am Wilhelmsstift Tübingen und katholische Theologie an der Universität Tübingen. Dort wurde er Mitglied der katholischen Studentenverbindung KStV Alamannia Tübingen im KV. Von 1987 bis 1992 besuchte er das Pontificium Collegium Germanicum et Hungaricum de Urbe und studierte von 1987 bis 1990	katholische Theologie an der Pontificia Università Gregoriana in Rom, von 1990 bis 1992 Liturgiewissenschaft am Pontificio Ateneo Sant’Anselmo in Rom. Nach der Diakonenweihe in Il Gesù am 5. Mai 1990 und der Priesterweihe in Sant’Ignazio di Loyola in Campo Marzio am 10. Oktober 1991 leitete er seit 1992 Exerzitienkurse und Besinnungstage. Von 1993 bis 1995	war er Vikar in der Liebfrauenkirche (Ravensburg) und von 1995 bis 1996	in St. Georg (Ulm).
Von 1996 bis 2004 absolvierte er ein Promotionsstudium an der Theologischen Fakultät Trier im Fach Liturgiewissenschaft bei Andreas Heinz. Dort war er von 1998 bis 2003	wissenschaftlicher Mitarbeiter und gleichzeitig Assistent in der Wissenschaftlichen Abteilung des Deutschen Liturgischen Instituts Trier. Seit 1998 unterrichtet er als Fachdozent für Pastoralliturgie im Praktisch-theologischen Kurs am Priesterseminar Trier. Von 2004 bis 2007 war er wissenschaftlicher Assistent am Trierer Lehrstuhl für Liturgiewissenschaft und weiterhin Assistent am Deutschen Liturgischen Institut Trier. Seit 2004 absolvierte er ein Habilitationsstudium mit dem Projekt Die liturgische Ausbildung der Priester bei Winfried Haunerland. Von 2005 bis 2006	 machte er eine hochschuldidaktische Weiterbildung in Benediktbeuern bei Monika Scheidler und Oliver Reis. Seit 1996 leistete er seelsorgliche Aushilfen im Bistum Trier und im Bistum Rottenburg-Stuttgart.
Vom 1. Oktober 2007 bis zu seiner Entpflichtung am 1. August 2020 lehrte Klaus Peter Dannecker als Ordinarius für Liturgiewissenschaft an der Theologischen Fakultät Trier und war Leiter der Wissenschaftlichen Abteilung des Deutschen Liturgischen Instituts Trier; von 2011 bis 2015 bekleidete er das Amt des Rektors der Theologischen Fakultät.
Seine Forschungsschwerpunkte sind Liturgiegeschichte der ehemaligen Diözese Konstanz, pastoralliturgische Ausbildung und deren Konzeption und Wirkungsästhetik der Liturgie (WaeL).

## Schriften (Auswahl)
- Taufe, Firmung und Erstkommunion in der ehemaligen Diözese Konstanz. Eine liturgiegeschichtliche Untersuchung der Initiationssakramente (= Liturgiewissenschaftliche Quellen und Forschungen. Band 92). Aschendorff, Münster 2005, ISBN 3-402-04072-7 (zugleich Dissertation, Theologische Fakultät Trier 2003/2004).
- mit Alexander Saberschinsky: Neues Leben aus Wasser und Geist. Zur Vorbereitung der Kindertaufe. Herder, Freiburg/Basel/Wien 2008, ISBN 978-3-451-32304-1 (Neuausgabe 2017: ISBN 978-3-451-37704-4).
  - mit Alexander Saberschinsky: Neues Leben aus Wasser und Geist. Zur Vorbereitung der Kindertaufe. Herder, Freiburg/Basel/Wien 2017, ISBN 3-451-37704-7.
- als Herausgeber: Das Gewand Christi – mit Gott als Mensch unterwegs. Theologische Überlegungen zur Heilig-Rock-Wallfahrt 2012. Paulinus-Verlag, Trier 2011, ISBN 978-3-7902-0232-8.